# Norbert Leben
Norbert Leben (* 20. September 1946 in Salzhausen) ist ein deutscher Land- und Forstwirt, forstlicher Verbandsfunktionär sowie niedersächsischer Kommunalpolitiker (CDU). Er ist seit 2008 Präsident des Waldbesitzerverbandes Niedersachsen.

## Leben

### Berufsweg
Norbert Leben entstammt einer Landwirtsfamilie aus Schätzendorf in der Nordheide (Landkreis Harburg). Nach einer landwirtschaftlichen Ausbildung übernahm er den elterlichen land- und forstwirtschaftlichen Betrieb, den er zusammen mit seiner Frau um eine Gastwirtschaft mit Restaurant- und Pensionsbetrieb erweiterte. Hauptberuflich ist er seit 1999 Geschäftsführer der Nordheide-Forst-Service GmbH, die durchschnittlich 150.000 Festmeter pro Jahr umsetzt.
Außerdem absolvierte Leben bei der Bundeswehr die Offiziersausbildung. 1998 zum Oberst der Reserve befördert, war er mit daran beteiligt, die Logistik bei der Operation Allied Force 1999 im Zuge des Kosovokrieges sicherzustellen. Seit 2003 ist als stellvertretender Regimentskommandeur des Logistikregiments 16 in Lingen mob-beordert.

### Einsatz für die Belange der Privatwaldbesitzer
Norbert Leben ist ein bekannter Vertreter der Interessen des privaten Waldbesitzes auf Kreis-, Landes- und Bundesebene. Dieses Engagement begann 1985 als Vorstandsmitglied der Forstbetriebsgemeinschaft Egestorf-Hanstedt, deren Vorsitz er 1989 übernahm. Dieses Amt bekleidet er bis heute (Stand 2011). 1991 wurde er geschäftsführender Vorsitzender der Forstwirtschaftlichen Vereinigung (FWV) Nordheide-Harburg mit 32.000 Hektar Mitgliedsfläche. Im März 1999 wurde er zum Präsidenten des Waldbesitzerverbandes Hannover gewählt. Dem Verband gehörten im Jahr 2006 35.000 Mitglieder mit einer Fläche von rund 400.000 Hektar an. Seit September 2008 ist Leben Präsident des neu gegründeten Waldbesitzerverbandes Niedersachsen. Außerdem betätigt er sich im Präsidium des Landesjagdverbandes Niedersachsen sowie als Vorstandsmitglied der ehemaligen Landwirtschaftskammer Hannover und danach der Landwirtschaftskammer Niedersachsen.
Von 2000 bis 2007 war Leben als Vorsitzender der Regionalen PEFC-Arbeitsgruppe Niedersachsen maßgeblich an der dortigen Zertifizierung des Waldes beteiligt.
Bundesweit bekannt ist Norbert Leben vor allem als Vizepräsident der Arbeitsgemeinschaft Deutscher Waldbesitzerverbände (AGDW). In der AGDW leitete er zudem  mehrere Jahre den Ausschuss für Forstwirtschaftliche Zusammenschlüsse. Dort und als Präsidiumsmitglied des Deutschen Forstwirtschaftsrates e. V., seit 2002 auch Vizepräsident, setzt er sich auch bundesweit für den Erhalt des privaten Waldbesitzes sowie die Anerkennung und finanzielle Abgeltung der Wasserdienstleistungen der Forstbetriebe ein. Weiter gehört Leben dem Deutschen Forstzertifizierungsrat (DFZR) an und ist Mitglied im Schalenwildausschuss des Deutschen Jagdschutz-Verbandes. Darüber hinaus sitzt er im Aufsichtsrat des Deutschen Landwirtschaftsverlag (dlv).

## Ehrenämter
Seit 1991 engagiert sich Norbert Leben zudem für die CDU in der Kommunalpolitik des Landkreises Harburg. Dort hatte er ab 1996 bis 2011 das Amt des stellvertretenden Bürgermeisters der Samtgemeinde Hanstedt inne. Zudem nimmt er die Aufgaben des Kreisjägermeisters und damit auch des Vorsitzenden des Jagdbeirats des Landkreises Harburg wahr, ist Vorsitzender des Beirates der Naturschutzstiftung des Landkreises Harburg sowie Geschäftsführer des Volksbunds Deutsche Kriegsgräberfürsorge im Kreisverband Harburg. Außerdem gehört er dem Vorstand des 2006 gegründeten Vereins Naturparkregion Lüneburger Heide e. V. an.

## Ehrungen
In Anerkennung seines langjährigen Einsatzes für die Belange des Privatwaldes verlieh ihm der Bundespräsident 2009 das Verdienstkreuz am Bande des Verdienstordens der Bundesrepublik Deutschland. 2013 verlieh ihm der Deutsche Forstverein den „Lorenz-Wappes-Preis“ für herausragende Leistungen in der öffentlichen Darstellung der Forstwirtschaft und des Waldes.

## Zitat
„Nur der bewirtschaftete Wald kann die vielfachen Funktionen erfüllen. Deshalb sind Flächenstilllegungen kontraproduktiv. Die nationale Biodiversitätsstrategie führt daher ebenso in die Sackgasse wie die angestrebten Wildnisgebiete. Die Stilllegungen durch den Artenschutz zu rechtfertigen ist nicht nachvollziehbar, da insbesondere der Privatwald seit Jahrhunderten durch seinen nachhaltigen Waldbau eine hohe Artenvielfalt nachweisen kann.“